# Campionatul Mondial de Fotbal 2014 – Grupa E
Grupa E a Campionatului Mondial de Fotbal 2014 este alcătuită din Elveția, Ecuador, Franța și Honduras. Meciurile au început pe 15 iunie și s-au încheiat pe 25 iunie 2014.

## Echipele
| Poziția           | Echipa   | Metoda de calificare                 | Data calificării  | Apariții la turnee finale | Ultima apariție | Cea mai bună clasare               | Clasamentul FIFA | Clasamentul FIFA |
| Poziția           | Echipa   | Metoda de calificare                 | Data calificării  | Apariții la turnee finale | Ultima apariție | Cea mai bună clasare               | octombrie 2013   | iunie 2014       |
| ----------------- | -------- | ------------------------------------ | ----------------- | ------------------------- | --------------- | ---------------------------------- | ---------------- | ---------------- |
| E1 (cap de serie) | Elveția  | Câștigătoarea Grupei E UEFA          | 11 octombrie 2013 | 10                        | 2010            | Sfert-finalistă (1934, 1938, 1954) | 7                | 6                |
| E2                | Ecuador  | Locul patru în Runda Robin CONMEBOL  | 15 octombrie 2013 | 3                         | 2006            | Optimi de finală (2006)            | 22               | 26               |
| E3                | Franța   | Câștigătoarea play-off-ului UEFA     | 19 noiembrie 2013 | 14                        | 2010            | Câștigătoare (1998)                | 21               | 17               |
| E4                | Honduras | Locul trei în runda a patra CONCACAF | 15 octombrie 2013 | 3                         | 2010            | Faza grupelor (1982, 2010)         | 34               | 33               |

Note
1. ↑  Clasamentul din octombrie 2013 a fost folosit pentru tragerea la sorți pentru turneul final.

## Clasament
| Legendă                                                             |
| ------------------------------------------------------------------- |
| Câștigătoarea și locul doi din grupă avansează în faza eliminatorie |

| Echipa   | MJ | V | E | Î | GM | GP | G  | Pct |
| -------- | -- | - | - | - | -- | -- | -- | --- |
| Franța   | 3  | 2 | 1 | 0 | 8  | 2  | +6 | 7   |
| Elveția  | 3  | 2 | 0 | 1 | 7  | 6  | +1 | 6   |
| Ecuador  | 3  | 1 | 1 | 1 | 3  | 3  | 0  | 4   |
| Honduras | 3  | 0 | 0 | 3 | 1  | 8  | −7 | 0   |

- Câștigătoarea grupei avansează și va juca contra locului doi din grupa F în optimile de finală.
- Locul doi avansează și va juca contra câștigătoarei grupei F în optimile de finală.

## Meciuri

### Elveția v Ecuador
Cele două echipe nu s-au mai întâlnit niciodată anterior.
| Elveția                     | 2–1    | Ecuador         |
| --------------------------- | ------ | --------------- |
| Mehmedi 48' Seferović 90+3' | Raport | E. Valencia 22' |

| Elveția | Ecuador |

| P               | 1  | Diego Benaglio       |     |     |
| FD              | 2  | Stephan Lichtsteiner |     |     |
| FC              | 20 | Johan Djourou        | 84' |     |
| FC              | 5  | Steve von Bergen     |     |     |
| FS              | 13 | Ricardo Rodríguez    |     |     |
| MDef            | 11 | Valon Behrami        |     |     |
| MDef            | 8  | Gökhan İnler (c)     |     |     |
| ED              | 23 | Xherdan Shaqiri      |     |     |
| MO              | 10 | Granit Xhaka         |     |     |
| ES              | 14 | Valentin Stocker     |     | 46' |
| AC              | 19 | Josip Drmić          |     | 75' |
| Schimbări:      |    |                      |     |     |
| A               | 18 | Admir Mehmedi        |     | 46' |
| A               | 9  | Haris Seferović      |     | 75' |
| Antrenor:       |    |                      |     |     |
| Ottmar Hitzfeld |    |                      |     |     |

| P              | 22 | Alexander Domínguez  |     |     |
| FD             | 4  | Juan Carlos Paredes  | 53' |     |
| FC             | 3  | Frickson Erazo       |     |     |
| FC             | 2  | Jorge Guagua         |     |     |
| FS             | 10 | Walter Ayoví         |     |     |
| MD             | 16 | Antonio Valencia (c) |     |     |
| MC             | 23 | Carlos Gruezo        |     |     |
| MC             | 6  | Christian Noboa      |     |     |
| MS             | 7  | Jefferson Montero    |     | 77' |
| AC             | 11 | Felipe Caicedo       |     | 70' |
| AC             | 13 | Enner Valencia       |     |     |
| Schimbări:     |    |                      |     |     |
| M              | 15 | Michael Arroyo       |     | 70' |
| M              | 9  | Joao Rojas           |     | 77' |
| Antrenor:      |    |                      |     |     |
| Reinaldo Rueda |    |                      |     |     |

| Omul meciului: Xherdan Shaqiri (Elveția) Arbitri asistenți: Abdukhamidullo Rasulov (Uzbekistan) Bahadyr Kochkarov (Kîrgîzstan) Arbitru de rezervă: Svein Oddvar Moen (Norvegia) Al cincilea oficial: Kim Haglund (Norvegia) |

### Franța v Honduras
Cele două echipe nu s-au mai întâlnit niciodată anterior.
| Franța                                        | 3–0    | Honduras |
| --------------------------------------------- | ------ | -------- |
| Benzema 45' (pen.), 72' Valladares 48' (o.g.) | Raport |          |

| Franța | Honduras |

|                  |    |                   |       |     |
|                  |    |                   |       |     |
| P                | 1  | Hugo Lloris (c)   |       |     |
| FD               | 2  | Mathieu Debuchy   |       |     |
| FC               | 4  | Raphaël Varane    |       |     |
| FC               | 5  | Mamadou Sakho     |       |     |
| FS               | 3  | Patrice Evra      | 7'    |     |
| MDef             | 6  | Yohan Cabaye      | 45+2' | 65' |
| MC               | 14 | Blaise Matuidi    |       |     |
| MC               | 19 | Paul Pogba        | 28'   | 57' |
| AD               | 8  | Mathieu Valbuena  |       | 78' |
| AC               | 10 | Karim Benzema     |       |     |
| AS               | 11 | Antoine Griezmann |       |     |
| Schimbări:       |    |                   |       |     |
| M                | 18 | Moussa Sissoko    |       | 57' |
| M                | 12 | Rio Mavuba        |       | 65' |
| A                | 9  | Olivier Giroud    |       | 78' |
| Antrenor:        |    |                   |       |     |
| Didier Deschamps |    |                   |       |     |

|                      |    |                     |         |     |
|                      |    |                     |         |     |
| P                    | 18 | Noel Valladares (c) |         |     |
| FD                   | 3  | Maynor Figueroa     |         |     |
| FC                   | 21 | Brayan Beckeles     |         |     |
| FC                   | 17 | Andy Najar          |         | 58' |
| FS                   | 5  | Víctor Bernárdez    |         | 46' |
| MD                   | 7  | Emilio Izaguirre    |         |     |
| MC                   | 19 | Luis Garrido        | 83'     |     |
| MC                   | 8  | Wilson Palacios     | 28' 43' |     |
| MS                   | 15 | Roger Espinoza      |         |     |
| ADA                  | 13 | Carlo Costly        |         |     |
| AC                   | 11 | Jerry Bengtson      |         | 46' |
| Schimbări:           |    |                     |         |     |
| M                    | 14 | Óscar García        | 53'     | 46' |
| F                    | 2  | Osman Chávez        |         | 46' |
| M                    | 20 | Jorge Claros        |         | 58' |
| Antrenor:            |    |                     |         |     |
| Luis Fernando Suárez |    |                     |         |     |

| Omul meciului: Karim Benzema (Franța) Arbitri asistenți: Emerson De Carvalho (Brazilia) Marcelo Van Gasse (Brazilia) Arbitru de rezervă: Peter O'Leary (Noua Zeelandă) Al cincilea oficial: Jan-Hendrik Hintz (Noua Zeelandă) |

### Elveția v Franța
Cele două echipe s-au mai întâlnit anterior în 36 de meciuri, inclusiv în faza grupelor la Campionatul Mondial de Fotbal 2006, meci încheiat cu o remiză albă de 0–0.
| Elveția                | 2–5    | Franța                                                      |
| ---------------------- | ------ | ----------------------------------------------------------- |
| Džemaili 81' Xhaka 87' | Raport | Giroud 17' Matuidi 18' Valbuena 40' Benzema 67' Sissoko 73' |

| Elveția | Franța |

|                 |    |                      |  |     |
|                 |    |                      |  |     |
| P               | 1  | Diego Benaglio       |  |     |
| FD              | 2  | Stephan Lichtsteiner |  |     |
| FC              | 20 | Johan Djourou        |  |     |
| FC              | 5  | Steve von Bergen     |  | 9'  |
| FS              | 13 | Ricardo Rodríguez    |  |     |
| MC              | 11 | Valon Behrami        |  | 46' |
| MC              | 8  | Gökhan İnler (c)     |  |     |
| ED              | 23 | Xherdan Shaqiri      |  |     |
| MO              | 10 | Granit Xhaka         |  |     |
| ES              | 18 | Admir Mehmedi        |  |     |
| AC              | 9  | Haris Seferović      |  | 69' |
| Schimbări:      |    |                      |  |     |
| F               | 4  | Philippe Senderos    |  | 9'  |
| M               | 15 | Blerim Džemaili      |  | 46' |
| A               | 19 | Josip Drmić          |  | 69' |
| Antrenor:       |    |                      |  |     |
| Ottmar Hitzfeld |    |                      |  |     |

|                  |    |                   |     |     |
|                  |    |                   |     |     |
| P                | 1  | Hugo Lloris (c)   |     |     |
| FD               | 2  | Mathieu Debuchy   |     |     |
| FC               | 4  | Raphaël Varane    |     |     |
| FC               | 5  | Mamadou Sakho     |     | 66' |
| FS               | 3  | Patrice Evra      |     |     |
| MDef             | 6  | Yohan Cabaye      | 88' |     |
| MC               | 18 | Moussa Sissoko    |     |     |
| MC               | 14 | Blaise Matuidi    |     |     |
| AD               | 8  | Mathieu Valbuena  |     | 82' |
| AC               | 9  | Olivier Giroud    |     | 63' |
| AS               | 10 | Karim Benzema     |     |     |
| Schimbări:       |    |                   |     |     |
| M                | 19 | Paul Pogba        |     | 63' |
| F                | 21 | Laurent Koscielny |     | 67' |
| M                | 11 | Antoine Griezmann |     | 82' |
| Antrenor:        |    |                   |     |     |
| Didier Deschamps |    |                   |     |     |

| Omul meciului: Karim Benzema (Franța) Arbitri asistenți: Sander van Roekel (Olanda) Erwin Zeinstra (Olanda) Arbitru de rezervă: Svein Oddvar Moen (Norvegia) Al cincilea oficial: Kim Haglund (Norvegia) |

### Honduras v Ecuador
Cele două echipe s-au mai întâlnit anterior în 13 meciuri, toate amicale, cel mai recent în 2013. Cei doi antrenori, conaționalii columbieni Luis Fernando Suárez și Reinaldo Rueda, au antrenat anterior adversarele lor din acest meci: Suárez a antrenat Ecuadorul la Campionatul Mondial de Fotbal 2006, iar Rueda a antrenat Hondurasul la Campionatul Mondial de Fotbal 2010. Mijlocașul hondurian Wilson Palacios a fost suspendat pentru acest meci, după ce a primit un cartonaș roșu în meciul precedent cu Franța.
| Honduras   | 1–2    | Ecuador              |
| ---------- | ------ | -------------------- |
| Costly 31' | Raport | E. Valencia 34', 65' |

| Honduras | Ecuador |

|                      |    |                     |       |     |
|                      |    |                     |       |     |
| P                    | 18 | Noel Valladares (c) |       |     |
| FD                   | 21 | Brayan Beckeles     |       |     |
| FC                   | 5  | Víctor Bernárdez    | 7'    |     |
| FC                   | 3  | Maynor Figueroa     |       |     |
| FS                   | 7  | Emilio Izaguirre    |       | 46' |
| MD                   | 14 | Óscar García        |       | 83' |
| MC                   | 19 | Luis Garrido        |       | 71' |
| MC                   | 20 | Jorge Claros        |       |     |
| MS                   | 15 | Roger Espinoza      |       |     |
| ADA                  | 13 | Carlo Costly        |       |     |
| AC                   | 11 | Jerry Bengtson      | 45+3' |     |
| Schimbări:           |    |                     |       |     |
| F                    | 6  | Juan Carlos García  |       | 46' |
| M                    | 10 | Mario Martínez      |       | 71' |
| M                    | 23 | Marvin Chávez       |       | 83' |
| Antrenor:            |    |                     |       |     |
| Luis Fernando Suárez |    |                     |       |     |

|                |    |                      |     |       |
|                |    |                      |     |       |
| P              | 22 | Alexander Domínguez  |     |       |
| FD             | 4  | Juan Carlos Paredes  |     |       |
| FC             | 3  | Frickson Erazo       |     |       |
| FC             | 2  | Jorge Guagua         |     |       |
| FS             | 10 | Walter Ayoví         |     |       |
| MD             | 16 | Antonio Valencia (c) | 57' |       |
| MC             | 14 | Oswaldo Minda        |     | 83'   |
| MC             | 6  | Christian Noboa      |     |       |
| MS             | 7  | Jefferson Montero    | 80' | 90+2' |
| AC             | 11 | Felipe Caicedo       |     | 82'   |
| AC             | 13 | Enner Valencia       | 73' |       |
| Schimbări:     |    |                      |     |       |
| M              | 8  | Édison Méndez        |     | 82'   |
| M              | 23 | Carlos Gruezo        |     | 83'   |
| F              | 21 | Gabriel Achilier     |     | 90+2' |
| Antrenor:      |    |                      |     |       |
| Reinaldo Rueda |    |                      |     |       |

| Omul meciului: Enner Valencia (Ecuador) Arbitri asistenți: Matthew Cream (Australia) Hakan Anaz (Australia) Arbitru de rezervă: Yuichi Nishimura (Japonia) Al cincilea oficial: Toru Sagara (Japonia) |

### Honduras v Elveția
Cele două echipe s-au mai întâlnit într-un meci din faza grupelor la Campionatul Mondial de Fotbal 2010, o egalitate 0–0.
| Honduras | 0–3    | Elveția              |
| -------- | ------ | -------------------- |
|          | Raport | Shaqiri 6', 31', 71' |

| Honduras | Elveția |

|                      |    |                     |     |     |
|                      |    |                     |     |     |
| P                    | 18 | Noel Valladares (c) |     |     |
| FD                   | 21 | Brayan Beckeles     |     |     |
| FC                   | 5  | Víctor Bernárdez    |     |     |
| FC                   | 3  | Maynor Figueroa     |     |     |
| FS                   | 6  | Juan Carlos García  |     |     |
| MC                   | 20 | Jorge Claros        |     |     |
| MC                   | 8  | Wilson Palacios     |     |     |
| ED                   | 14 | Óscar García        |     | 77' |
| ES                   | 15 | Roger Espinoza      |     | 46' |
| ADA                  | 13 | Carlo Costly        |     | 40' |
| AC                   | 11 | Jerry Bengtson      |     |     |
| Schimbări:           |    |                     |     |     |
| A                    | 9  | Jerry Palacios      | 66' | 40' |
| M                    | 23 | Marvin Chávez       |     | 46' |
| M                    | 17 | Andy Najar          |     | 77' |
| Antrenor:            |    |                     |     |     |
| Luis Fernando Suárez |    |                     |     |     |

|                 |    |                      |  |     |
|                 |    |                      |  |     |
| P               | 1  | Diego Benaglio       |  |     |
| FD              | 2  | Stephan Lichtsteiner |  |     |
| FC              | 20 | Johan Djourou        |  |     |
| FC              | 22 | Fabian Schär         |  |     |
| FS              | 13 | Ricardo Rodríguez    |  |     |
| MC              | 11 | Valon Behrami        |  |     |
| MC              | 8  | Gökhan İnler (c)     |  |     |
| ED              | 23 | Xherdan Shaqiri      |  | 87' |
| MO              | 10 | Granit Xhaka         |  | 77' |
| ES              | 18 | Admir Mehmedi        |  |     |
| AC              | 19 | Josip Drmić          |  | 74' |
| Schimbări:      |    |                      |  |     |
| A               | 9  | Haris Seferović      |  | 74' |
| F               | 6  | Michael Lang         |  | 77' |
| M               | 15 | Blerim Džemaili      |  | 87' |
| Antrenor:       |    |                      |  |     |
| Ottmar Hitzfeld |    |                      |  |     |

| Omul meciului: Xherdan Shaqiri (Elveția) Arbitri asistenți: Hernán Maidana (Argentina) Juan Pablo Belatti (Argentina) Arbitru de rezervă: Milorad Mažić (Serbia) Al cincilea oficial: Milovan Ristić (Serbia) |

### Ecuador v Franța
Cele două echipe s-au mai întâlnit într-un meci amical în 2008.
| Ecuador | 0–0    | Franța |
| ------- | ------ | ------ |
|         | Raport |        |

| Ecuador | Franța |

|                |    |                      |     |     |
|                |    |                      |     |     |
| P              | 22 | Alexander Domínguez  |     |     |
| FD             | 4  | Juan Carlos Paredes  |     |     |
| FC             | 2  | Jorge Guagua         |     |     |
| FC             | 3  | Frickson Erazo       | 83' |     |
| FS             | 10 | Walter Ayoví         |     |     |
| MD             | 16 | Antonio Valencia (c) | 50' |     |
| MC             | 14 | Oswaldo Minda        |     |     |
| MC             | 6  | Christian Noboa      |     | 89' |
| MS             | 7  | Jefferson Montero    |     | 63' |
| AC             | 15 | Michael Arroyo       |     | 82' |
| AC             | 13 | Enner Valencia       |     |     |
| Schimbări:     |    |                      |     |     |
| M              | 5  | Renato Ibarra        |     | 63' |
| F              | 21 | Gabriel Achilier     |     | 82' |
| A              | 11 | Felipe Caicedo       |     | 89' |
| Antrenor:      |    |                      |     |     |
| Reinaldo Rueda |    |                      |     |     |

|                  |    |                     |  |     |
|                  |    |                     |  |     |
| P                | 1  | Hugo Lloris (c)     |  |     |
| FD               | 15 | Bacary Sagna        |  |     |
| FC               | 21 | Laurent Koscielny   |  |     |
| FC               | 5  | Mamadou Sakho       |  | 61' |
| FS               | 17 | Lucas Digne         |  |     |
| MDef             | 22 | Morgan Schneiderlin |  |     |
| MC               | 19 | Paul Pogba          |  |     |
| MC               | 14 | Blaise Matuidi      |  | 67' |
| ED               | 11 | Antoine Griezmann   |  | 79' |
| ES               | 18 | Moussa Sissoko      |  |     |
| AC               | 10 | Karim Benzema       |  |     |
| Schimbări:       |    |                     |  |     |
| F                | 4  | Raphaël Varane      |  | 61' |
| A                | 9  | Olivier Giroud      |  | 67' |
| A                | 20 | Loïc Rémy           |  | 79' |
| Antrenor:        |    |                     |  |     |
| Didier Deschamps |    |                     |  |     |

| Omul meciului: Alexander Domínguez (Ecuador) Arbitri asistenți: Songuifolo Yeo (Coasta de Fildeș) Jean-Claude Birumushahu (Burundi) Arbitru de rezervă: Björn Kuipers (Olanda) Al cincilea oficial: Sander van Roekel (Olanda) |